# Scribe
Scribe es una banda musical de la India de género 
hardcore, post-hardcore, heavy metal, experimental creada en Bombay. La banda se formó en el 2005 y hasta la fecha se mantiene en activo, la banda ha construido una reputación por sí misma, siendo además una de las bandas técnicamente más competentes en la escena del género metal de la India.
Scribe se presentó para participar en el festival cultural del Instituto de Tecnología de Madrás, el 21 de enero de 2012 y en el festival anual de tecno-cultural de Dhirubhai Ambani, del Instituto de Tecnología de Información y Comunicación, el 27 de febrero de 2011.

## Discografía

### Have Hard Will Core (2006)
1. Ninety Seconds is One Minute
2. Buddy
3. Bookie Love Song
4. One Wing Pencil

### Confect (2008)
1. Analyze This
2. Nobody Listens to the Vocalist
3. The Kids
4. Old Nagardas Road
5. Analyze That
6. Ate a Banana
7. Dr. Salafiya and the Tea Parody
8. Magpie
9. Pomari Begattari
10. Roll to Me (Del Amitri Cover)
11. Purushottam's Revenge

### Mark of Teja (2010)
1. The Seed
2. RSVP
3. I Love You, Pav Bhaji
4. Street Archana V/s Vice Varsha
5. M-power
6. Dum hai toh aage aah!
7. Heidi
8. Mark of Teja
9. DemonPra
10. Kamla’s Back
11. 1234 Drácula
12. Don’t Say
13. Judge Bread
14. M-pyre

### Compilaciones
1. Absolute Indian Metal (2006)
2. Great Indian Rock XI (2007)

## Integrantes
- Vishwesh Krishnamuthy - voz
- Prashanth Shah - guitarras
- Akshay Rajpuroshit - guitarras
- Shrinivas 'Vas' Sunderrajan - bajo
- Virendra G. Kaith - baterías